# Marea de Vigo
Marea de Vigo és un moviment ciutadà i partit polític de la ciutat de Vigo, a Galícia, que lidera una candidatura d'unitat popular d'esquerres que es va presentar per primer cop a les eleccions municipals de 2015.
La candidatura va ser recolzada per Esquerda Unida, Anova-Irmandade Nacionalista, Independents i alguns membres de Podemos. El seu líder és Rubén Pérez Correa, membre d'Esquerda Unida. És una de les moltes candidatures d'unitat popular formades per partits d'esquerres que es van presentar a les eleccions municipals de 2015, com Marea Atlàntica, Ara Madrid, Barcelona en Comú, Saragossa en Comú, Compostel·la Oberta, Ferrol en Comú, Lugonovo, Marea Pontevedra o Màlaga Ara.